# Oligosoma taumakae
Oligosoma taumakae là một loài thằn lằn trong họ Scincidae. Loài này được Chapple & Patterson mô tả khoa học đầu tiên năm 2007.